# Halticoptera gladiata
Halticoptera gladiata är en stekelart som beskrevs av Huang 1991. Halticoptera gladiata ingår i släktet Halticoptera och familjen puppglanssteklar. Inga underarter finns listade i Catalogue of Life.